# Ementáli

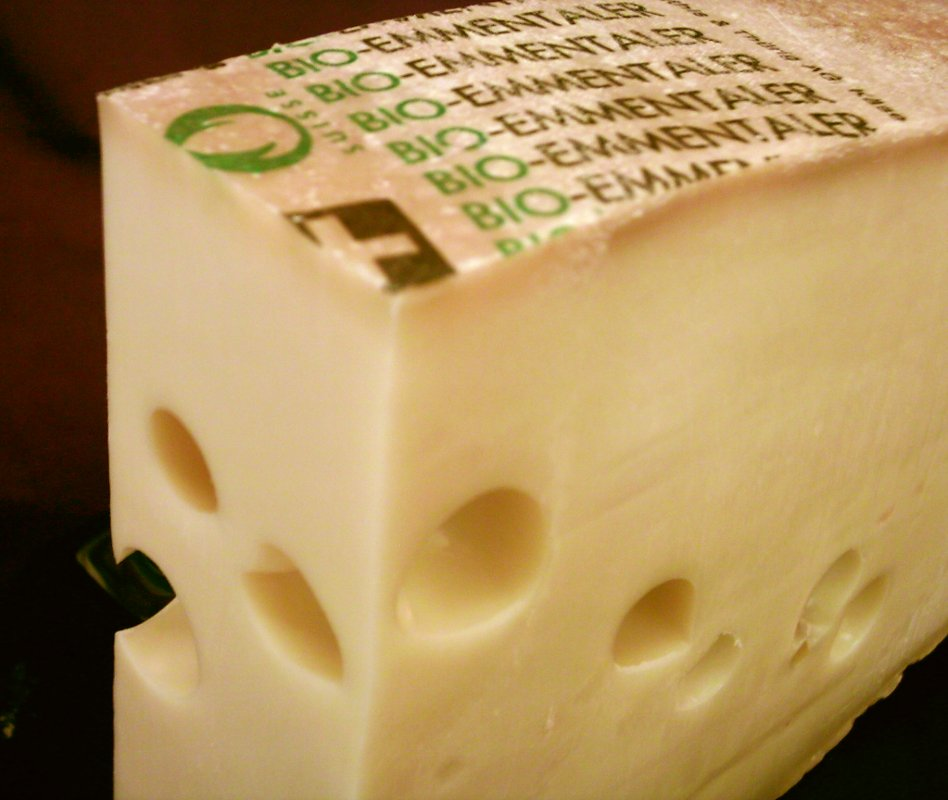
Eredeti ementáli

Az ementáli (Emmentaler Käse) világhírű svájci keménysajt eredetmegjelölése. Magyarországon nem számít fajtanévnek, ezért magyar termelők nem használhatják ezt a nevet.

## Az eredeti ementáli
A 19. század eleje óta készítik a Bern környéki Emmental vidékén az eredeti recept szerint.
Az eredeti ementáli nyers tejből készül, hatalmas, 85 cm-es átmérőjű, 22 cm vastag korongokban, amelyek 80–100 kg súlyúak. Zsírtartalma a szárazanyagban 45-48%-os. 1 kg sajthoz mintegy 12 liter tejet használnak fel. Legjellegzetesebb tulajdonságát a belsejében található kisebb-nagyobb, egyenletes eloszlású lyukak adják.
Érlelési ideje – nagy méretei miatt – minimum 10 hónap. A 18 hónaposnál idősebb példányok lyukaiban sókristályok, esetleg sós vízű „könnyek” jelennek meg; ilyen érettségi foknál már erősebb az illata.

## A névvel kapcsolatos jogi kérdések
- Hasonló jellegű sajtokat szinte minden sajttermelő országban előállítanak, azonban Svájcban és Magyarországon ilyen néven csak svájci eredetű sajtot lehet jogszerűen forgalomba hozni a két állam között létrejött kétoldalú megállapodás alapján.[1] A szerződés megkötését megelőzően a magyar gyártmányú Pannónia sajtot "Ementáli" elnevezéssel forgalmazták Magyarországon.
- Mivel Svájcnak csak egyes államokkal van ilyen megállapodása, más országokban (például Németország) az „Emmentaler” fajtanévként használatos és az ementáli (Emmentaler) néven történő magyarországi import is az idézett jogszabályba ütközőnek minősülhet.